# Serres-et-Montguyard
Serres-et-Montguyard ist eine französische Gemeinde mit 237 Einwohnern (Stand 1. Januar 2022) im Département Dordogne in der Region Nouvelle-Aquitaine (vor 2016: Aquitanien). Sie gehört zum Arrondissement Bergerac und zum Kanton Sud-Bergeracois.
Der Name in der okzitanischen Sprache lautet Serras e Mont Guiard. Der erste Namensteil „Serre“ geht auf das urkeltische Wort serr (deutsch Berg, Höhenkamm) zurück. Der zweite Namensteil bedeutet „Berg des Guiard“. „Guiard“ hat hierbei seinen germanischen Ursprung im Namen „Withard“.

## Geographie
Serres-et-Montguyard liegt ca. 20 km südlich von Bergerac im Gebiet Bergeracois der historischen Provinz Périgord an der südlichen Grenze zum benachbarten Département Lot-et-Garonne.
Umgeben wird Serres-et-Montguyard von den fünf Nachbargemeinden:
| Fonroque | Razac-d’Eymet                               | Saint-Aubin-de-Cadelech |
| Eymet    | Kompassrose, die auf Nachbargemeinden zeigt |                         |
|          |                                             | Lauzun (Lot-et-Garonne) |

Serres-et-Montguyard liegt im Einzugsgebiet des Flusses Garonne.
Der Dropt, einer seiner rechten Nebenflüsse, durchquert das Gebiet der Gemeinde zusammen mit seinen Nebenflüssen,
- dem Ruisseau du Pontillou,
- dem Marzelou,
- dem Payot, der in Serres-et-Montguyard entspringt, und
- dem Ruisseau du Réveillou.[2]

## Einwohnerentwicklung
Mit dem Beginn der Aufzeichnungen stieg die Einwohnerzahl zu Beginn des 19. Jahrhunderts auf einen Höchststand von rund 495. In der Folgezeit setzte eine Phase der Stagnation bis zu den 1990er Jahren ein, die die Zahl der Einwohner bei kurzen Erholungsphasen auf rund 140 Einwohner sinken ließ, bevor eine Wachstumsphase einsetzte, die heute noch anhält.
| Jahr      | 1962 | 1968 | 1975 | 1982 | 1990 | 1999 | 2006 | 2011 | 2022 |
| --------- | ---- | ---- | ---- | ---- | ---- | ---- | ---- | ---- | ---- |
| Einwohner | 238  | 196  | 181  | 151  | 139  | 152  | 181  | 215  | 237  |

## Sehenswürdigkeiten
- Pfarrkirche Saint-Pierre-ès-Liens in Serres, neugotischer Bau aus dem 19. Jahrhundert
- Kapelle Saint-Pierre in Montguyard, romanischer Bau aus dem 13. Jahrhundert
- Herrenhaus La Tour aus dem 18. Jahrhundert

## Wirtschaft und Infrastruktur
Serres-et-Montguyard liegt in den Zonen AOC des Bergerac mit den Appellationen Bergerac (blanc, rosé, rouge) und Côtes de Bergerac (blanc, rouge).

### Verkehr
Serres-et-Montguyard ist erreichbar über die Routes départementales 25 und 107 (266 im Département Lot-et-Garonne).